# Valentino Perin
Valentino Perin (Motta di Livenza, 1º aprile 1944) è un politico italiano.

## Biografia
Esponente della Lega Nord, è stato eletto in Senato per l'XI e la XII legislatura repubblicana, rimanendo in carica quindi dal 1992 al 1996. Sempre per lo stesso partito tra il 1999 e il 2004 ha seduto nel consiglio comunale di Vittorio Veneto.